# Tripterospermum hualienense
Tripterospermum hualienense är en gentianaväxtart som beskrevs av T.C.Hsu och S.W.Chung. Tripterospermum hualienense ingår i släktet Tripterospermum och familjen gentianaväxter. Inga underarter finns listade i Catalogue of Life.